# Алијај
Алијај (алб. Aliaj) је насељено место у општини Велика Малесија у округу Скадар, Албанија. Према попису из 1989. године било је 1.060 становника.
Алијај су једно од насеља малисорског племена Кастрати. Српски етнолог Андрија Јовићевић, 1923. године наводи да Алијај има 20 кућа.